# Laurent Pellerin
 (décembre 2017).
Si vous disposez d'ouvrages ou d'articles de référence ou si vous connaissez des sites web de qualité traitant du thème abordé ici, merci de compléter l'article en donnant les références utiles à sa vérifiabilité et en les liant à la section « Notes et références ».
Laurent Pellerin (Trois-Rivières, 1949 - ) est un agriculteur et syndicaliste québécois. 
Il a été président de la Fédération des producteurs de porcs du Québec de 1985 à 1993 puis président général de l'Union des producteurs agricoles de 1993 à 2007. Il a été élu, le 25 février 2009, à la Présidence de la Fédération Canadienne d'Agriculture. Il est le premier québécois à accéder à ce poste. Il est aussi le président d'Agricord, une alliance internationale de différentes Associations d'Agriculteurs se préoccupant de développement international. 

## Distinctions
- 2005 - Chevalier de l'Ordre national du Québec